# ماهیتو اوهبا
ماهیتو اوهبا (انگلیسی: Mahito Ohba; ۴ مارس ۱۹۶۱ – ) صداپیشگی در ژاپن اهل ژاپن بود.
از فیلم‌ها یا برنامه‌های تلویزیونی که وی در آن نقش داشته‌است می‌توان به حلقه ۰: همزاد اشاره کرد.